# Wikipédia en napolitain
Wikipédia en napolitain (en napolitain : Wikipedia napulitana) est l’édition de Wikipédia en napolitain, dialectes italien méridional parlée en Campanie et dans le Sud de l'Italie. L'édition est lancée en septembre 2005. Son code est : nap.
Au 20 mars 2025, l'édition en napolitain contient 14 895 articles et compte 32 047 contributeurs, dont 28 contributeurs actifs et 3 administrateurs.

## Présentation

Aire de diffusion du napolitain et les différents dialectes.

## Statistiques
- Le 16 octobre 2005, l'édition en napolitain atteint 100 articles[2].
- En février 2009, elle compte quelque 13 000 articles et 2 300 utilisateurs enregistrés.
- Le 18 octobre 2022, elle contient 14 732 articles et compte 28 009 contributeurs, dont 25 contributeurs actifs et 3 administrateurs.
- Le 23 août 2024, elle contient 14 884 articles et compte 31 179 contributeurs, dont 26 contributeurs actifs et 3 administrateurs.